# Деса (комарка)
Деса (исп. El Deza, галис. O Deza) — район (комарка) в Испании, входит в провинцию Понтеведра в составе автономного сообщества Галисия.

## Муниципалитеты
1. Сильеда
2. Вилья-де-Крусес
3. Голада
4. Родейро
5. Досон
6. Лалин